# شکوفه‌های گیلاس (فیلم)
شکوفه‌های گیلاس (انگلیسی: Cherry Blossoms) یک فیلم درام سینمای آلمان محصول ۲۰۰۸ به کارگردانی دوریس دوریه است. این فیلم با بازی المار وپر، هانه‌لوره السنر و آیا ایریزوکی، داستان «رودی» را روایت می‌کند: بیمار لاعلاج، پس از مرگ ناگهانی همسرش «ترودی» به ژاپن سفر می‌کند تا فرصت‌های از دست رفته در زندگی را جبران کند.